# 古苏朗代
古苏朗代（法語：Goux-sous-Landet，法語發音：[ɡu su lɑ̃dɛ]）是法国杜省的一个市镇，属于贝桑松区。

## 地理
古苏朗代（47°4'50"N, 5°56'1"E）面积5.42 平方千米，位于法国勃艮第-弗朗什-孔泰大區杜省，该省份为法国东部内陆省份，北起上索恩省，西接汝拉省，东部及东南部与瑞士接壤，东北部与贝尔福地区省接壤。
与古苏朗代接壤的市镇（或旧市镇、城区）包括：帕朗蒂讷、佩桑、鲁镇、利松河畔屈塞、勒瓦勒。

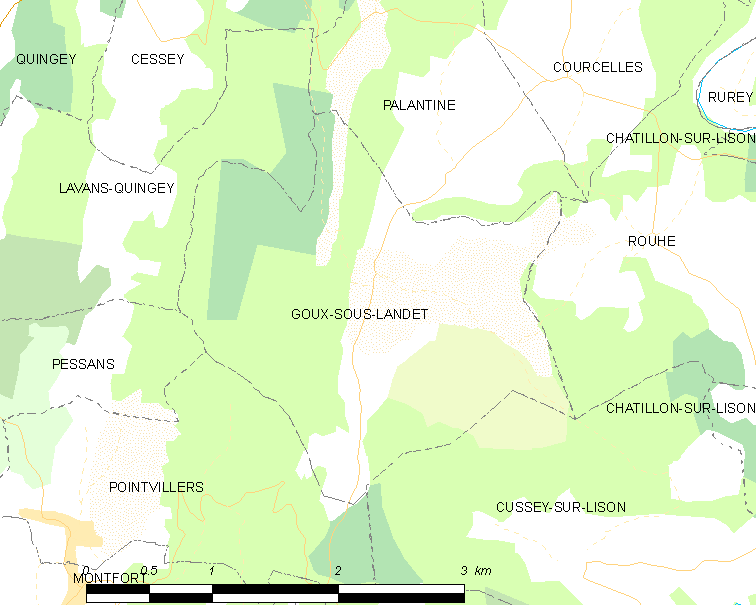
古苏朗代的OSM定位图

古苏朗代的时区为UTC+01:00、UTC+02:00（夏令时）。

## 行政
古苏朗代的邮政编码为25440，INSEE市镇编码为25283。

## 政治
古苏朗代所属的省级选区为圣维特县。

## 人口

1962-2008年间古苏朗代人口变化图示

古苏朗代于2022年1月1日时的人口数量为60人。